# Pycnoderes convexicollis
Pycnoderes convexicollis är en insektsart som beskrevs av Willis Blatchley 1926. Pycnoderes convexicollis ingår i släktet Pycnoderes och familjen ängsskinnbaggar. Inga underarter finns listade i Catalogue of Life.